# Mats Werner
Mats Werner  (né le 1er juin 1953 en Suède) est un footballeur suédois.

## Palmarès
Hammarby IF
- Championnat de Suède (1) :
  - Vainqueur : 1979.